# Jean-Baptiste Amestoy
Pour les articles homonymes, voir Amestoy.
Pas d'image ? Cliquez ici

a Compétitions nationales et continentales officielles uniquement.

b Matchs officiels uniquement.
Dernière mise à jour le 31 mars 2025.
Jean-Baptiste Amestoy, né le 28 août 1935 à Ustaritz, est un joueur français de rugby à XV, qui a joué avec l'équipe de France et le Stade montois au poste de pilier.

## Biographie
Jean-Baptiste Amestoy dispute son premier test match le 8 février 1964 contre l'équipe de Nouvelle-Zélande, et le deuxième et dernier contre l'équipe d'Angleterre, le 22 février 1964. 

## Palmarès

### En club
- Vainqueur du Championnat de France de première division en 1963
- Vainqueur du Challenge Yves du Manoir en 1960, 1961 et 1962
- Finaliste du Challenge Yves du Manoir en 1966
- Finaliste de la Coupe d'Europe des clubs champions FIRA en 1964

### En équipe nationale
- Sélection en équipe nationale : 2 en 1964